# Adnan Machluf
Adnan Machluf – syryjski wojskowy, generał-major, w latach 1984-1995 głównodowodzący Gwardii Republikańskiej, jednej z trzech syryjskich formacji militarnych odpowiedzialnych za utrzymywanie władzy partii Baas i Hafiza al-Asada.

## Życiorys
Kuzyn Anisy Machluf, żony Hafiza al-Asada, alawita.
Początkowo służył w Kompaniach Obrony, jednak odszedł z nich po zatargu z Rifatem al-Asadem. Hafiz al-Asad powierzył mu wówczas dowodzenie Gwardią Prezydencką. Gdy w 1984 Rifat al-Asad bez powodzenia usiłował przeprowadzić zamach stanu i odsunąć brata od władzy, Adnan Machluf i dowodzący Siłami Specjalnym gen. Ali Hajdar odmówili mu poparcia, co znacząco przyczyniło się do niepowodzenia planowanego przewrotu. Dowodzone przez Rifata al-Asada Kompanie Obrony zostały rozwiązane, a na ich miejsce powołano Gwardię Republikańską. Adnan Machluf został jej głównodowodzącym. Na stanowisku pozostał do 1995. W roku tym Hafiz al-Asad, przygotowując planowane przejęcie władzy przez swojego syna Baszszara, usunął z funkcji grupę wysokich oficerów, których lojalność wobec planowanego sukcesora nie była pewna. Adnana Machlufa zastąpił na stanowisku bliski Baszszarowi al-Asadowi Ali Mahmud Hasan. Odsunięty generał nie stracił jednak wszystkich politycznych wpływów.